# Josh Lucas
Joshua Lucas Easy Dent Maurer, bardziej znany jako Josh Lucas (ur. 20 czerwca 1971 w Little Rock w stanie Arkansas) – amerykański aktor i producent filmowy i telewizyjny.

## Życiorys

### Wczesne lata
Urodził się w Little Rock w stanie Arkansas. Ma polskie korzenie. Jego dziadkowie są polskimi emigrantami. Jego prawdziwym nazwiskiem jest Maurer, zaś jego babcia Helen Marie nosiła nazwisko Wilk. Jest najstarszym z czworga dzieci lekarza Szpitalnego Oddziału Ratunkowego Dona Maurera i pielęgniarki/akuszerki Michelle LeFevre, ma dwie młodsze siostry i młodszego brata Devina (ur. 6 stycznia 1977). W czasie jego narodzenia, jego rodzice przebywali w Rezerwacie Indian. Ze względu na hippisowską polityczną działalność rodziców, w okresie dzieciństwa podróżował po południowych stanach Ameryki. W ciągu trzynastu lat zmieniał miejsce zamieszkania ponad trzydzieści razy, gdy wreszcie rodzina osiedliła się w Tacoma w stanie Waszyngton. Uczęszczał do Kopachuck Middle School, zanim w 1989 ukończył Gig Harbor High School w Waszyngtonie. Uczęszczał do szkoły dramatycznej przy Uniwersytecie Stanu Waszyngton w Pullman.

### Kariera
Swoją karierę aktorską zapoczątkował gościnnym udziałem w sitcomie Fox Prawdziwe kolory (True Colors, 1990) i serialu familijnym ABC Dzień za dniem (Life Goes On, 1990). Pierwsze kroki w zawodzie stawiał także na planie dramatu telewizyjnego ABC West Point. Rocznik 61 (Class of ’61, 1993) u boku Dana Futtermana i Clive’a Owena, serialu australijskim McGregorowie (Snowy River: The McGregor Saga, 1993) jako Luke McGregor z udziałem Guya Pearce’a oraz dwóch produkcjach kinowych – Alive, dramat w Andach (Alive, 1993) u boku Ethana Hawke’a, Illeany Douglas i Danny’ego Nucci oraz komedii Tata na wagarach (Father Hood, 1993) z Patrickiem Swayze i Halle Berry.
Występował na scenie off-Broadwayu w spektaklu Spalding Gray: Opowieści pozostawione dla opowiedzenia (Spalding Gray: Stories Left to Tell), w 2005 pojawił się na scenie broadwayowskiej w sztuce Tennessee Williamsa Szklana menażeria oraz Escape: 6 Ways to Get Away, Corpus Christi w Manhattan Theatre Club (1998), Co się nie zdarza (What Didn’t Happen) i przedstawieniu Oscara Wilde’a Portret Doriana Graya (The Picture of Dorian Grey).
Odrzucił rolę policjanta Toma Lone’a w filmie Pitofa Kobieta-Kot (2004) z Halle Berry i Sharon Stone, którą zagrał Benjamin Bratt oraz postać Tada Hamiltona w komedii romantycznej Wygraj randkę (Win a Date with Tad Hamilton!, 2004) z Kate Bosworth, którą ostatecznie powierzono Joshowi Duhamelowi.
Powrócił na duży ekran w roli chamskiego młodego kochanka Amerykanki w Chinach w komedii romantycznej Niespokojny (Restless, 1998). Zagrał postać jednego z kohorty Wall Street w dreszczowcu American Psycho (2000). Można go było zobaczyć w takich filmach, jak Na samym dnie (The Deep End, 2001), gdzie wcielił się w postać właściciela klubu dla gejów romansującego z nastolatkiem, Piękny umysł (A Beautiful Mind, 2001), Hulk (The Hulk, 2003) i Wonderland (2003). Jego kreacja zniechęcanego małżonka w komedii romantycznej Dziewczyna z Alabamy (Sweet Home Alabama, 2002) z Reese Witherspoon została uhonorowana nagrodą Teen Choice Awards.

## Życie prywatne
Spotykał się z Salmą Hayek (2003–2005), Connie Nielsen (2004), Lilianą Dominguez (2004), Heather Graham (2004–2005), Alexą Davalos (2006–2008) i Rachel McAdams (2009). W 2011 r. związał się z niezależną pisarką Jessicą Ciencin Henriquez, sześć tygodni później zaręczył się z nią, a poślubił – 17 marca 2012 roku w Central Parku. Mają syna Noah Reva Maurera (ur. 29 czerwca 2012).
W styczniu 2014 Ciencin Henriquez złożyła pozew o rozwód, który ostatecznie miał miejsce w październiku 2014.

## Filmografia
- Dziecię ciemności, dziecię światłości[16], (1991) jako John L. Jordan III
- McGregorowie[17], (1993–1996) jako Luke McGregor
- Tata na wagarach (Father Hood, 1993) jako Andy
- Alive, dramat w Andach (Alive, 1993) jako Felipe Restano
- West Point. Rocznik 61 (Class of ’61, 1993) jako George Armstrong Custer
- Gorączka nocy: Kwestia sprawiedliwości[18], (1994) jako Todd Walker
- Przeklęty (Thinner, 1996) jako Pielęgniarz
- Zbuntowana załoga (True Blue, 1996) jako Dan Warren
- Minotaur (1997) jako G.R.
- The Definite Maybe (1997) jako Eric Traber
- Restless (1998) jako Jeff Hollingsworth
- Czas zbiorów (Harvest, 1998) jako Clay Upton
- The Dancer (2000) jako Stephane
- Możesz na mnie liczyć (You Can Count on Me, 2000) jako Rudy Colinski
- Przekleństwo wyspy (The Weight of Water, 2000) jako Rich Janes
- Drop Back Ten (2000) jako Tom White
- American Psycho (2000) jako Craig McDermott
- Piękny umysł (A Beautiful Mind, 2001) jako Martin Hansen
- Gdy zjawią się obcy (When Strangers Appear, 2001) jako Peter
- Na samym dnie (The Deep End, 2001) jako Darby Reese
- Dziewiąta sesja (Session 9, 2001) jako Hank
- Four Reasons (2002) jako Chłopak
- Coastlines (2002) jako Eddie Vance
- Dziewczyna z Alabamy (Sweet Home Alabama, 2002) jako Jake Perry
- Hulk (The Hulk, 2003) jako Glenn Talbot
- Wonderland (2003) jako Ron Launius
- Wakacje Waltera (Secondhand Lions, 2003) jako dorosły Walter
- Mroczne dziedzictwo (Undertow, 2004) jako Deel Munn
- Na zakręcie (Around the Bend, 2004) jako Jason
- Niewidzialny (Stealth, 2005) jako porucznik Ben Gannon
- Niedokończone życie (Unfinished Life, An, 2005) jako szeryf Crane Curtis
- Empire Falls (2005) jako Max Roby (młodszy)
- Posejdon (Poseidon, 2006) jako Dylan Johns
- Droga sławy (Glory Road, 2006) jako trener Don Haskins
- Miłość naznaczona śmiercią (Death in Love, 2008) jako najstarszy syn
- Mściwe serce (Tell-Tale, 2009) jako Terry
- Stolen (2009) jako Matthew Wakefield
- Peacock (2010) jako oficer Tom McGonigle
- Little Murder (2010) jako Ben Chaney
- Och, życie (Life as We Know It, 2010) jako Sam
- J. Edgar (film), (2011) jako Charles Lindbergh
- Le Mans ’66 (Ford v Ferrari, 2019) jako Leo Beebe
- Czarny demon (The Black Demon, 2023) jako Paul Sturgess